# LeAnn Rimes
Margaret LeAnn Rimes (Jackson, 28 agosto 1982) è una cantante e attrice statunitense.
Dopo un fortunatissimo debutto nella musica country che l'ha resa una delle artiste più giovani di sempre a vincere un Grammy, LeAnn si è divisa fra pubblicazioni pop e country ed ha ottenuto un notevole successo planetario con il singolo Can't Fight the Moonlight. Nella sua carriera, LeAnn ha pubblicato 14 album in studio e 2 raccolte e venduto 37 milioni di album in tutto il mondo.

## Biografia

### Blue (1994-1996)
Dopo aver pubblicato gli album Everybody's Sweetheart e From My Heart to Yours nei primi anni '90, a undici anni pubblica il suo terzo album, All That, distribuito, come i precedenti, solamente nella zona di Dallas. L'album include una cover di Patsy Cline, Blue, che desta l'attenzione di molti produttori; ne nacque una disputa tra case discografiche per scritturare questo giovane talento.
Messa sotto contratto dalla MCG/Curb Records, nel 1996 pubblica il suo primo album ufficiale, Blue, che contiene l'omonimo brano e ottiene un successo enorme, tanto da vendere più di 7 milioni di copie e aggiudicarsi due Grammy nelle categorie Best Female Country Vocal Performance e Best New Artist. Con questi risultati, LeAnn Rimes infrange 2 record: a soli 14 anni è la cantante più giovane ad aver mai vinto un Grammy e la prima artista country a vincere nella categoria Best New Artist.

### Svolta pop e successo internazionale (1997 - 2001)
Nel 1997 pubblica due album: la compilation Unchained Melody: The Early Years, che contiene le cover di Unchained Melody, I Will Always Love You di Dolly Parton e altri brani country riletti in chiave pop, e successivamente il disco di inediti You Light Up My Life: Inspirational Songs. Entrambi i lavori ottengono un buon successo anche grazie ai singoli di lancio. In particolare, il secondo replica il successo del primo album, anche grazie al singolo How Do I Live.
Nel 1998 pubblica Sittin' on Top of the World, anticipato dal singolo Commitment. Nello stesso anno interpreta la canzone "Looking Through Your Eyes" tratta dal film della Warner Bros. La Spada Magica - Alla Ricerca di Camelot. Nel 1999 esce il quinto album, un progetto quasi di sole cover che porta il suo nome, LeAnn Rimes, con i singoli Crazy e Big Deal. Anche questi progetti musicali ottengono un ottimo successo commerciale, sebbene inferiore a quello dei primi due album di inediti dell'artista. Nello stesso anno viene invitata da Elton John a duettare con lui nel brano Written in the Stars, brano facente parte dell'album Aida, nel quale Elton John presenta il suo musical Aida, scritto con Tim Rice, inciso insieme ad artisti internazionali del calibro di Tina Turner e Sting e ad artisti emergenti: questo duetto ha un ottimo successo, tanto da permetterle di farsi conoscere nel mercato europeo.
Nel 2000 pubblica I Need You, album della svolta, che permette alla Rimes di togliersi i panni di adolescente, per vestirsi di una matura femminilità e grinta, ma che successivamente definirà "frutto di emozioni artificiali e di outtakes messi insieme da suo padre per creare un album". L'album ha successo oltre che in America in tutta Europa con il brano che dà il titolo al disco, I Need You. Nel pieno successo dell'album presta alcuni dei suoi brani alla colonna sonora del film Le ragazze del Coyote Ugly, partecipandovi anche in un cameo. Il singolo estratto è Can't Fight the Moonlight, che scala le classifiche di mezzo mondo.
Completata quest'era discografica, LeAnn querela suo padre e suo fratello accusandoli di aver sottratto 7 milioni di dollari dai suoi profitti: in questo modo la Rimes riuscirà ad interrompere i rapporti lavorativi con il padre, pubblicando i lavori successivi senza il controllo del genitore. L'ultimo lavoro pubblicato prima di questa sentenza è la compilation God Bless America, che include cover di brani patriottici e viene pubblicata nel 2001, appena dopo gli attentati dell'11 settembre.

### Twisted Angel, Greatest Hits, This Woman (2002 - 2006)
A inizio del 2002 l'artista ripubblica l'album I Need You includendovi all'interno sole 9 canzoni, le uniche che avrebbe voluto pubblicare fin dal principio. Nei mesi successivi pubblica l'album Twisted Angel, che non ottiene lo stesso successo dei precedenti lavori, anche se i singoli Life Goes On e Suddenly si posizionano bene nelle varie classifiche. Il 23 febbraio si sposa con Dean Sheremet, conosciuto durante le registrazioni di Twisted Angel. Tra il 2003 e 2004 pubblica due greatest hits e duetta con Ronan Keating in Last thing on my mind, contenuto nell'album Turn It On del cantante irlandese. La cantante debutta inoltre come autrice pubblicando il libro per bambini Jag, a cui ha fatto seguito successivamente Jag's New Friend nel 2004. Sempre nel 2014, Rimes pubblica il suo primo album natalizio What A Wonderful World.
Nel 2005 pubblica This Woman, dove è anche coautrice di alcuni brani, tra cui When this woman loves a man, You take me home e I got it bad. L'album segna il ritorno al country contemporaneo per l'artista, la quale dichiara inoltre che "lavorare a questo progetto l'ha aiutata molto a crescere e maturare come donna e artista". L'album viene certificato oro negli Stati Uniti e tutti i singoli estratti dal progetto raggiungono la top 5 della classifica Hot Country Songs di Billboard. L'album fa guadagnare a LeAnn varie nomination di rilievo, tra cui alcune ai Grammy e agli American Music Award.
Nel 2006 pubblica in Europa Whatever We Wanna, contenente And I feels like e Everybody's someone in duetto con il cantante irlandese Brian McFadden, ex membro dei Westlife. A causa del successo superiore alle aspettative di This Woman in Nordamerica, quest'album non viene distribuito in USA e Canada al fine di non intralciare la performance dell'album precedente.

### Family, Lady & Gentlemen, Spitfire(2007 - 2013)
Nel 2007 registra con la rock-band di fama mondiale Bon Jovi il brano Till We Ain't Strangers Anymore. Sempre nello stesso anno pubblica l'album Family, dove è coautrice di tutti i brani, anticipato del singolo Nothing Better To Do. Il secondo singolo estratto dall'album è Good Friend and a Glass Of Wine. Nel 2008, LeAnn Rimes trascorre quasi l'intero anno in tour insieme a svariati altri artisti country, collabora Delta Goodrem nel brano For Good e si esibisce con Joss Stone durante lo speciale televisivo CMT Croassroads.
Nel 2010 LeAnn presenta della musica inedita durante alcuni concerti ma, ciononostante, pubblica un album di sole cover intitolato Lady & Gentlemen. Dopo aver lanciato alcuni brani come singoli per la promozione del disco, LeAnn conferma che le canzoni presentate precedentemente sarebbero state poi incluse in un nuovo album di inediti, già pronto al tempo dell'annuncio. L'album Spitfire viene pubblicato dunque nel 2012, dapprima soltanto in formato digitale e poi anche su supporto fisico.

### Today Is Christmas, Remnants, Chant: The Human & the Holy e God's Work(2014 - presente)
Nel 2014, l'artista annuncia l'imminente pubblicazione di tre EP a tema natalizio: ciononostante, Rimes pubblica l'anno successivo un intero album natalizio, Today Is Christmas. Il 24 giugno 2016 esce nel Regno Unito il singolo The Story, disponibile nel resto del mondo dal settembre successivo. L'album Remnants viene pubblicato nei mesi successivi via RCA.
Nel 2017, Rimes fa un cameo musicale nel film La Truffa dei Logan, in cui canta il classico America The Beautiful. Anche il brano di Remnants Love Is Love Is Love viene inclusa nella colonna sonora del film. Nel 2018 Rimes pubblica l'EP Reimagined, il quale include delle nuove versioni di alcuni dei suoi più grandi successi con vocals di Stevie Nicks. Nel 2019 viene pubblicato l'album live Rimes: Live at Gruene Hall, il primo album dal vivo dell'artista. Nel 2020 pubblica l'album natalizio Chant: The Human & the Holy, a cui fa seguito l'album di inediti God's Work, pubblicato nel settembre 2022.

## Vita privata
Dopo 7 anni di matrimonio nel 2009 LeAnn divorzia dal marito Dean e inizia una relazione con l'attore Eddie Cibrian, con il quale ha recitato nel film-tv Luci d'inverno. Leann Rimes e Eddie Cibrian si sono sposati il 22 aprile 2011.

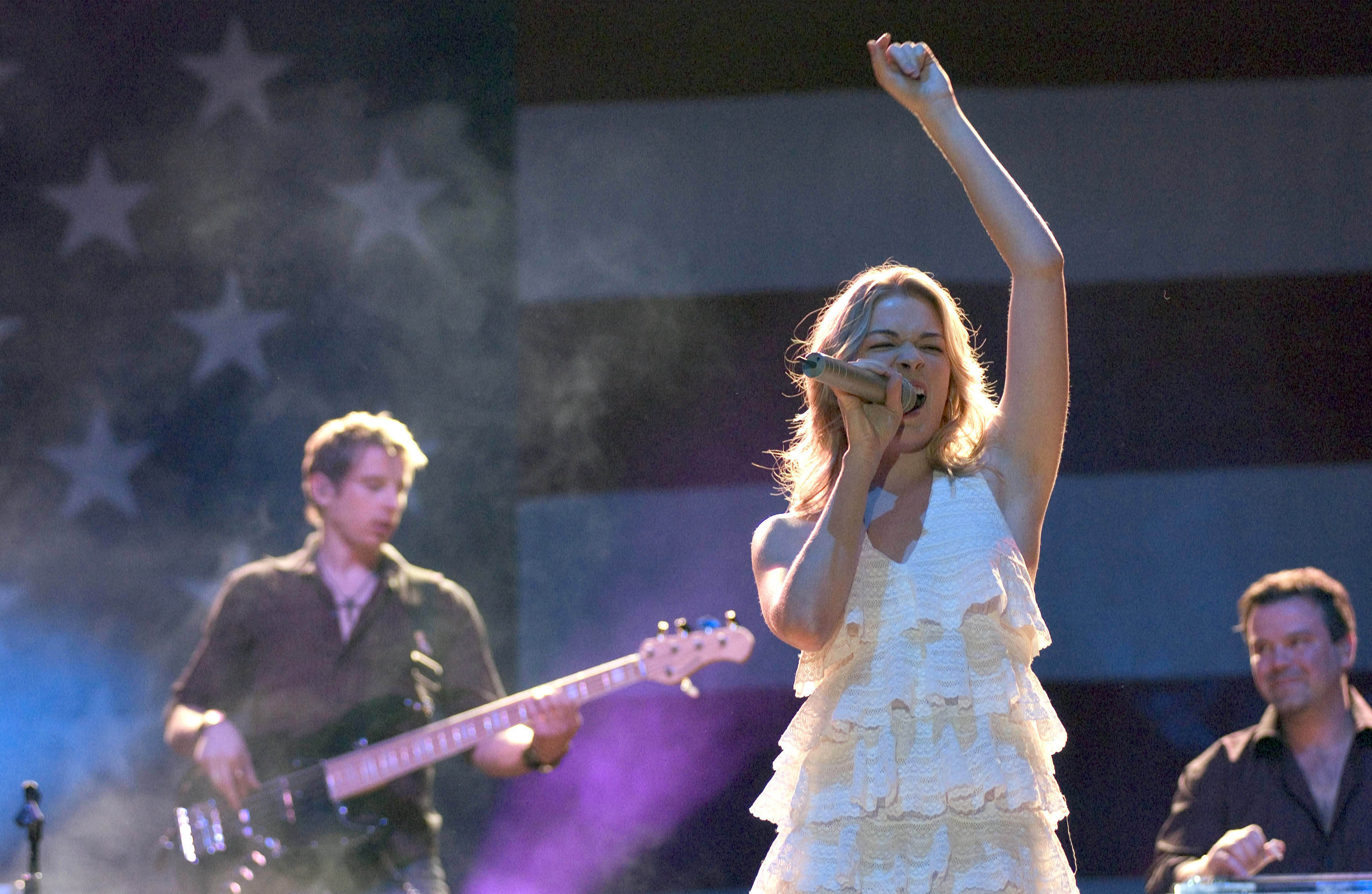
LeAnn Rimes in concerto in Germania

## Discografia

### Album in studio
- 1991 - Everybody's Sweetheart
- 1994 - All That
- 1996 - Blue
- 1997 - You Light Up My Life: Inspirational Songs
- 1998 - Sittin' on Top of the World
- 1999 - LeAnn Rimes
- 2002 - Twisted Angel
- 2004 - What a Wonderful World
- 2005 - This Woman
- 2006 - Whatever We Wanna
- 2007 - Family
- 2011 - Lady & Gentlemen
- 2013 - Spitfire
- 2015 - Today Is Christmas
- 2016 - Remnants
- 2020 - Chant: The Human & the Holy
- 2022 - God's Work

### Raccolte
- 1997 - Unchained Melody: The Early Years
- 2001 - I Need You
- 2001 - God Bless America
- 2003 - Greatest Hits
- 2004 - The Best of LeAnn Rimes

### Album live
- 2019 - Rimes: Live at Gruene Hall

### EP
- 1992 - From My Heart to Yours
- 2018 - Reimagined